# بخش مرکزی شهرستان ابرکوه
بخش مرکزی یکی از بخش‌های شهرستان ابرکوه استان یزد ایران است.

## تقسیمات کشوری
- بخش مرکزی شهرستان ابرکوه
  - دهستان تیرجرد
  - دهستان فراغه

شهر: ابرکوه

## جمعیت
بنابر سرشماری مرکز آمار ایران، جمعیت بخش مرکزی شهرستان ابرکوه در سال 1395 برابر با 51103 نفر بوده‌است.

## بخشدار
دکتر عباس مهری ابرقوئی